# Gardnar Mulloy
Gardnar Putnam "Gar" Mulloy (Washington D. C., 22 de noviembre de 1913-Miami, 14 de noviembre de 2016) fue un tenista estadounidense recordado por alcanzar la final del US National Singles Championships en 1952 y por sus títulos de dobles, modalidad en la que ganó cinco torneos del Grand Slam.

## Torneos de Grand Slam

### Finalista Individuales (1)
| Año  | Torneo                            | Oponente en la final | Resultado   |
| 1952 | US National Singles Championships | Frank Sedgman        | 1-6 2-6 3-6 |

### Campeón Dobles (5)
| Año  | Torneo                            | Pareja       | Oponentes en la final      | Resultado             |
| 1942 | US National Doubles Championships | Bill Talbert | Ted Schroeder Sidney Wood  | 9-7 7-5 6-1           |
| 1945 | US National Doubles Championships | Bill Talbert | Bob Falkenburg Jack Tuero  | 12-10 8-10 12-10 6-2  |
| 1946 | US National Doubles Championships | Bill Talbert | Don McNeill Frank Guemsey  | 3-6 6-4 2-6 6-3 20-18 |
| 1948 | US National Doubles Championships | Bill Talbert | Frank Parker Ted Schroeder | 1-6 9-7 6-3 3-6 9-7   |
| 1957 | Wimbledon                         | Budge Patty  | Neale Fraser Lew Hoad      | 8-10 6-4 6-4 6-4      |

### Finalista Dobles (9)
| Año  | Torneo                            | Pareja         | Oponentes en la final         | Resultado       |
| 1940 | US National Doubles Championships | Wayne Sabin    | Jack Kramer Ted Schroeder     | 7-6 4-6 2-6     |
| 1941 | US National Doubles Championships | Henry Prussoff | Jack Kramer Ted Schroeder     | 4-6 6-8 7-9     |
| 1948 | Wimbledon                         | Tom Brown      | John Bromwich Frank Sedgman   | 7-5 5-7 5-7 7-9 |
| 1949 | Wimbledon                         | Ted Schroeder  | Pancho Gonzales Ted Schroeder | 4-6 4-6 2-6     |
| 1950 | Campeonato Francés                | Dick Savitt    | Ken McGregor Frank Sedgman    | 2-6 6-2 7-9 5-7 |
| 1950 | US National Doubles Championships | Bill Talbert   | John Bromwich Frank Sedgman   | 5-7 6-8 6-3 1-6 |
| 1951 | Campeonato Francés                | Dick Savitt    | Ken McGregor Frank Sedgman    | 3-6 4-6 4-6     |
| 1953 | US National Doubles Championships | Bill Talbert   | Rex Hartwig Mervyn Rose       | 4-6 6-4 4-6 2-6 |
| 1957 | US National Doubles Championships | Budge Patty    | Ashley Cooper Neale Fraser    | 6-4 3-6 7-9 3-6 |